# Convenzione di Roma
La convenzione di Roma (CR) è relativa alla protezione degli artisti interpreti o esecutori, dei produttori di fonogrammi e degli organismi di radiodiffusione.
Vi parteciparono 92 paesi, le lingue ufficiali furono il francese, l'inglese e lo spagnolo.
Fu firmata il 26 ottobre 1961 ed entrò in vigore in Italia l'8 aprile 1975.

## Gli articoli
L'articolo 2 elenca i soggetti verso cui è rivolta la Convenzione:
- gli artisti interpreti o esecutori;
- i produttori di fonogrammi;
- gli organismi di radiodiffusione.

L'articolo 5 descrive i criteri per riconoscere i produttori di fonogrammi rispetto ai quali gli stati gli stati partecipanti si assumono l'obbligo convenzionale:
- Criterio della nazionalità: il produttore di fonogrammi è cittadino di uno dei paesi contraenti;
- Criterio della fissazione: la prima fissazione del fonogramma è avvenuta in uno degli stati contraenti (Ogni stato può decidere di non applicare questo criterio);
- Criterio della pubblicazione: la prima pubblicazione del fonogramma è avvenuta in uno degli stati contraenti(Ogni stato può decidere di non applicare questo criterio).
- Criterio della pubblicazione simultanea: qualora la prima pubblicazione del fonogramma avvenga in uno stato non contraente, il trattamento nazionale sarà comunque applicato se la pubblicazione avviene entro 30 giorni anche in uno stato contraente.

L'articolo 6 descrive quali organismi di filodiffusione sono interessati alla convenzione: 
- la sede sociale dell'organismo di filodiffusione o la stazione emittente devono essere situati sul territorio di uno stato contraente

L'articolo 7 descrive la protezione minima degli artisti interpreti ed esecutori:
- no alla comunicazione in pubblico e alla radiodiffusione senza il loro consenso;
- no alla fissazione senza il loro consenso;
- no alla riproduzione per fini diversi da quelli concordati.

L'articolo 9 sancisce che ogni stato contraente può, con la propria legislazione nazionale estendere la propria legislazione nazionale.
L'articolo 10 descrive i diritti dei produttori di fonogrammi: essi hanno il diritto di autorizzare o di vietare la riproduzione diretta o indiretta dei loro fonogrammi.
L'articolo 13 tratta dei diritti degli organismi di radiodiffusione che possono autorizzare o impedire:
- la reemissione delle loro emissioni;
- la fissazione su supporto materiale delle loro emissioni.

L'articolo 14 fissa la durata di tali diritti a 20 anni a decorrere da:
- l'anno di fissazione;
- l'anno di esecuzione se esse non sono state fissate;
- l'anno in cui ha avuto luogo l'ultima emissione.

L'importanza della Convenzione di Roma deve la sua importanza al fatto che prima del 1961 mancava un riconoscimento internazionale dei diritti dei produttori di fonogrammi.
Il produttore veniva tutelato solo all'interno di alcuni ordinamenti nazionali come, ad esempio, avveniva in Italia e Inghilterra ma era privo di tutela in altri paesi, come la Francia.
In quegli anni lo sviluppo tecnologico aveva portato alla creazione di nuovi metodi per la duplicazione e distribuzione dei fonogrammi, nasce quindi la necessità di nuove leggi che regolino e proteggano i produttori di fonogrammi, gli artisti interpreti e esecutori e gli organismi di filodiffusione.

## Altre convenzioni internazionali
A livello internazionale, la disciplina del diritto d'autore è regolata da altri accordi internazionali: primo fra tutti, la Convenzione di Berna del 1886 (attualmente in vigore nel testo approvato a Parigi nel 1971); seguono la Convenzione universale del diritto d'autore di Ginevra del 1952 e l'Accordo adottato a Stoccolma nel 1967 (ovviamente tutte queste convenzioni sono state modificate, integrate e ratificate all'interno di ogni singolo Stato aderente).
La tutela internazionale del produttore di fonogrammi è sancita inoltre nei più recenti trattati emessi in seno all'Organizzazione Mondiale per la Proprietà Intellettuale (OMPI), il WIPO Performances and Phonograms Treaty (WPPT) e il WIPO Copyright Treaty (WCT).
Questi due trattati sono stati adottati al seguito della Conferenza Diplomatica su alcune questioni di diritto d'autore e diritti connessi, organizzata e patrocinata dal WIPO nel 1996 a Ginevra.
Il WCT introduce a livello internazionale la tutela della proprietà intellettuale sui programmi per computer e sulle banche di dati mentre il WPPT tutela i diritti dei produttori di fonogrammi, definiti come coloro che procedono alla prima fissazione del suono, e degli artisti interpreti ed esecutori.